# Friends (саундтрек)
Friends — музичний альбом Елтона Джона, що є саундтреком до фільму «Друзі» 1971 року випуску. Виданий в США у березні 1971 і в Британії у квітні 1971 року лейблом Paramount Records.

## Список пісень

### Сторона A
1. «Friends» — 2:20
2. «Honey Roll» — 3:00
3. «Variations on 'Friends' Theme (The First Kiss)» — 1:45
4. «Seasons» — 3:52
5. «Variations on Michelle's Song (A Day in the Country)» — 2:44
6. «Can I Put You On» — 5:52

### Сторона B
1. «Michelle's Song» — 4:16
2. «I Meant To Do My Work Today (A Day in the Country)» — 1:33
3. «Four Moods» — 10:56
4. «Seasons Reprise» — 1:33